# 冬木弁天堂 (江東区)
冬木弁天堂（ふゆきべんてんどう）は、東京都江東区にある真言宗系の単立寺院。

## 概要
1654年（承応3年）、材木商の上田直次の開基である。上田直次は茅場町で材木商となり、「冬木屋」を名乗った。その際、自邸内に琵琶湖の竹生島の弁財天社（現都久夫須麻神社）から分霊を勧請したのが起源である。
その後、1705年（宝永2年）に現在地に移転した。「冬木」の地名は、この冬木屋に由来する。
1870年（明治3年）、これまでは冬木屋の屋敷神であり、冬木屋関係者のみの神であったが、一般に開放された。

## 交通アクセス
- 門前仲町駅より徒歩7分。